# رؤیای سرخ‌پوست
رؤیای سرخ‌پوست (نام علمی: Aspidotis densa) نام یک گونه از تیره پرسرخسیان است.